# Malala Yousafzai
Malala Yousafzai (em pachto ملاله یوسفزۍ em urdu:  ملالہ یوسف زئی‎ Malālah Yūsafzay; Suate, 12 de julho de 1997) é uma ativista paquistanesa. Foi a pessoa mais nova a ser laureada com um prémio Nobel. É conhecida principalmente pela defesa dos direitos humanos das mulheres e do acesso à educação na sua região natal do vale do Suate na província de Khyber Pakhtunkhwa, no nordeste do Paquistão, onde os talibãs locais impedem as jovens de frequentar a escola. Desde então, o ativismo de Malala tornou-se um movimento internacional.
A família de Malala gere uma cadeia de escolas na região. No início de 2009, quando tinha 11-12 anos de idade, Malala escreveu para a BBC um blog sob pseudónimo, no qual detalhava o seu quotidiano durante a ocupação talibã, as tentativas destes em controlar o vale e os seus pontos de vista sobre a promoção da educação para as jovens no vale do Suate. No verão seguinte, o New York Times publicou um documentário sobre o quotidiano de Malala à medida que o exército paquistanês intervinha na região. A popularidade de Malala aumentou consideravelmente, dando entrevistas na imprensa e na televisão e sendo nomeada para o prémio internacional da Criança pelo ativista sul-africano Desmond Tutu.
Na tarde de 9 de outubro de 2012, Malala entrou num autocarro escolar na província de Khyber Pakhtunkhwa. Um homem armado chamou-a pelo nome, apontou-lhe uma pistola e disparou três tiros. Uma das balas atingiu o lado esquerdo da testa e percorreu o interior da pele, ao longo da face e até ao ombro. Nos dias que se seguiram ao ataque, Malala manteve-se inconsciente e em estado grave. Quando a sua condição clínica melhorou foi transferida para um hospital em Birmingham na Inglaterra. Em 12 de outubro, um grupo de 50 clérigos islâmicos paquistaneses emitiu uma fátua contra os homens que a tentaram matar, mas os talibãs reiteraram a sua intenção de matar Malala. A tentativa de assassinato desencadeou um movimento de apoio nacional e internacional. A Deutsche Welle escreveu em 2013 que Malala se tornou "a mais famosa adolescente em todo o mundo". O enviado especial das Nações Unidas para a educação global, Gordon Brown, lançou uma petição da ONU em nome de Malala com o slogan I am Malala ("Eu sou Malala"), exigindo que todas as crianças do mundo estivessem inscritas em escolas até ao fim de 2015, petição que impulsionou a retificação da primeira lei de direito à educação no Paquistão.
Em 29 de abril de 2013, Malala foi capa da revista Time e considerada uma das 100 pessoas mais influentes do mundo. Em 12 de julho do mesmo ano, Malala discursou na sede da Organização das Nações Unidas, pedindo acesso universal à educação. Malala foi ainda homenageada com o prémio Sakharov de 2013. Em fevereiro de 2014, foi nomeada para o World Children's Prize na Suécia. Em 10 de outubro, foi anunciada a atribuição do Nobel da Paz a Malala pela sua luta contra a repressão de crianças e jovens e pelo direito de todas as crianças à educação. Com apenas 17 anos, Malala foi a mais jovem laureada com o Nobel. Malala partilhou o Nobel com Kailash Satyarthi, um ativista indiano dos direitos das crianças.

## Biografia
Nasceu em Mingora, Suate, Jaiber Pastunjuá, Paquistão. Seu pai é Ziauddin Yousafzai e sua mãe é Tor Pekai Yousafzai e tem dois irmãos. Fala pachto e inglês e é conhecida por seu ativismo em favor dos direitos civis, especialmente os direitos das mulheres do vale do rio Suate, onde o Taliban proibiu a frequência escolar de meninas. Aos 13 anos, Malala Yousafzai alcançou notoriedade ao escrever um blog para a BBC sob o nome de Gul Makai, explicando sua vida sob o regime do Tehrik-i-Taliban Pakistan (TTP) e as tentativas de recuperar o controle do vale após a ocupação militar que obrigou-os a ir para as áreas rurais. Os taliban forçaram o encerramento de escolas públicas e proibiram a educação de meninas entre 2003 e 2009.
Em 9 de outubro de 2012 foi atacada por um miliciano do TTP em Mingora: foi baleada no crânio e teve de ser operada. O porta-voz do TTP, Ehsanullah Ehsan disse que tentariam um novo ataque. Duas estudantes ficaram feridas juntamente com Malala enquanto se dirigiam para casa em um ônibus escolar. Foi levada de helicóptero para um hospital militar. Ao redor da escola onde as meninas agredidas estudam, centenas de pessoas foram protestar para a rua. A mídia paquistanesa deu ampla cobertura.
Em 10 de outubro de 2012, o ministro do Interior do Paquistão, Rehman Malik, afirmou que o atirador havia sido identificado. O ataque foi condenado pela comunidade internacional e Malala Yousafzai foi apoiada por numerosas figuras públicas, como Asif Ali Zardari, Pervez Raja Ashraf, Susan Rice, Desmond Tutu, Ban Ki-moon, Barack Obama,  Laura Welch Bush, Selena Gomez e Madonna. Em 15 de outubro de 2012 foi transferida para o hospital Queen Elizabeth, em Birmingham, Reino Unido para continuar a recuperação. Após quase 3 meses de internação, Malala deixou o hospital em 4 de janeiro de 2013.
Em 12 de julho de 2013, Malala comemorou seu aniversário de 16 anos discursando na Assembleia da Juventude na Organização das Nações Unidas em Nova Iorque, Estados Unidos: [...] "Vamos pegar nossos livros e canetas. Eles são nossas armas mais poderosas. Uma criança, um professor, uma caneta e um livro podem mudar o mundo. A educação é a única solução". [...] Esta foi a sua primeira aparição pública após se recuperar do ataque que sofreu pelo Talibã. Em 3 de setembro de 2013, Malala inaugurou em Birmingham (Inglaterra) a maior biblioteca pública da Europa.
Em 10 de outubro de 2013 Malala Yousafzai foi galardoada com o Prémio Sakharov, atribuído pelo Parlamento Europeu. A ativista paquistanesa foi escolhida por unanimidade pelos líderes dos grupos políticos do Parlamento Europeu, cabendo o anúncio oficial da escolha ao presidente do Parlamento, Martins Schulz.
Em 7 de junho de 2016, Malala Yousafzai foi laureada com o título de doutora honoris causa pela Universidade de Pádua, na Itália.
Em 12 de abril de 2017, Malala Yousafzai recebeu a cidadania canadense honorária e o título de doutora honoris causa pela Universidade de Ottawa, também situada no Canadá.
Em 2020, terminou sua graduação e conquistou seu diploma universitário em filosofia, política e economia pela Universidade de Oxford.

## Tentativa de homicídio
Conforme Yousafzai tornou-se mais reconhecida, intensificaram-se as ameaças de morte contra si, que eram publicadas em jornais e entregues debaixo de sua porta. No Facebook, onde era uma usuária ativa, começou a receber ameaças. Eventualmente, um porta-voz do Talibã paquistanês afirmou que foram "forçados" a agir. Durante uma reunião ocorrida no verão de 2012, os líderes do Talibã concordaram, por unanimidade, em matá-la.

Em 9 de outubro de 2012, um atirador do Talibã disparou contra Yousafzai, que tinha 15 anos, enquanto ela voltava para casa, após fazer uma prova no vale do Suate. De acordo com os relatos, um homem mascarado gritou: "Qual de vocês é Malala? Digam, do contrário eu matarei vocês todas."

Frequentemente penso nisso e imagino a cena claramente. Mesmo caso eles venham me matar, eu vou lhes dizer que estão tentando fazer algo errado, que a educação é nosso direito básico.

Malala Yousafzai prevendo o atentado do Talibã.
Após ser identificada, Yousafzai foi atingida com uma bala, que atravessou 46 centímetros do lado de seu olho esquerdo, através de seu pescoço, e que se alojou em seu ombro. Duas outras garotas se feriram no tiroteio: Kainat Riaz e Shazia Ramzan, que permaneceram suficientemente estáveis para se comunicar com os repórteres e contar detalhes do ataque.

### Tratamento médico
Após o disparo, Yousafzai foi transportada de avião para um hospital militar em Peshawar, onde os médicos foram forçados a operá-la após o desenvolvimento de um inchaço na parte esquerda de seu cérebro, que foi afetada pela bala que atravessou sua cabeça. Após uma operação de cinco horas, os médicos removeram o projétil com sucesso, que se encontrava alojado em seu ombro, próximo à coluna espinal. No dia seguinte ao atentado, os médicos efetuaram uma craniectomia descompressiva, em que parte de seu crânio foi removida para aliviar a pressão nos tecidos inchados.
Em 11 de outubro de 2012, um conjunto de médicos paquistaneses e britânicos decidiram transferir Yousafzai para o Instituto de Cardiologia das Forças Armadas em Rawalpindi. Mumtaz Khan, um médico, declarou que ela tinha 70% de chances de sobreviver. Rehman Malik, ministro do Interior, afirmou que Yousafzai seria transportada para a Alemanha, onde poderia receber a melhor assistência médica, tão logo estivesse estável o suficiente para viajar. Uma equipe de médicos lhe acompanharia, e o governo cobriria os custos do tratamento. Os médicos reduziram sua sedação em 13 de outubro, e ela movimentou todos os quatro membros.
Surgiram várias ofertas de tratamento para Yousafzai de todo o mundo. Em 15 de outubro, Yousafzai viajou para o Reino Unido para um tratamento adicional, com consentimento dos médicos e da família. Seu avião aterrissou Birmingham, Inglaterra, onde ela foi internada, no Hospital Elizabeth Queen, que contava com suporte especializado para o tratamento de militares feridos em conflito. De acordo com notícias veiculadas na imprensa, o governo do Reino Unido declarou que "o governo paquistanês está pagando por todo o transporte, migração, médicos, acomodação e custos de subsistência para Malala".
Yousafzai desvencilhou-se do coma em 17 de outubro de 2012, estava respondendo bem ao tratamento, com boa chance de recuperação completa sem nenhum dano cerebral. Atualizações posteriores, em 20 e 21 de outubro, afirmaram que ela encontrava-se estável, embora lutasse contra uma infecção. Em 8 de novembro, foi fotografada sentada na cama. Em 11 de novembro, Yousafzai passou por uma cirurgia de oito horas e meia, a fim de reparar seu nervo facial.
Em 3 de janeiro de 2013, Yousafzai recebeu alta do hospital para continuar sua reabilitação na casa temporária de sua família, em Midlands Ocidentais, onde fazia fisioterapia semanalmente. Depois, passou por uma operação de cinco horas, em 2 de fevereiro, para reconstruir seu crânio e restaurar sua audição com um implante coclear, e, posteriormente, encontrou-se em condições estáveis. Yousafzai escreveu em julho de 2014 que seu nervo facial se recuperou em 96%.

### Reação

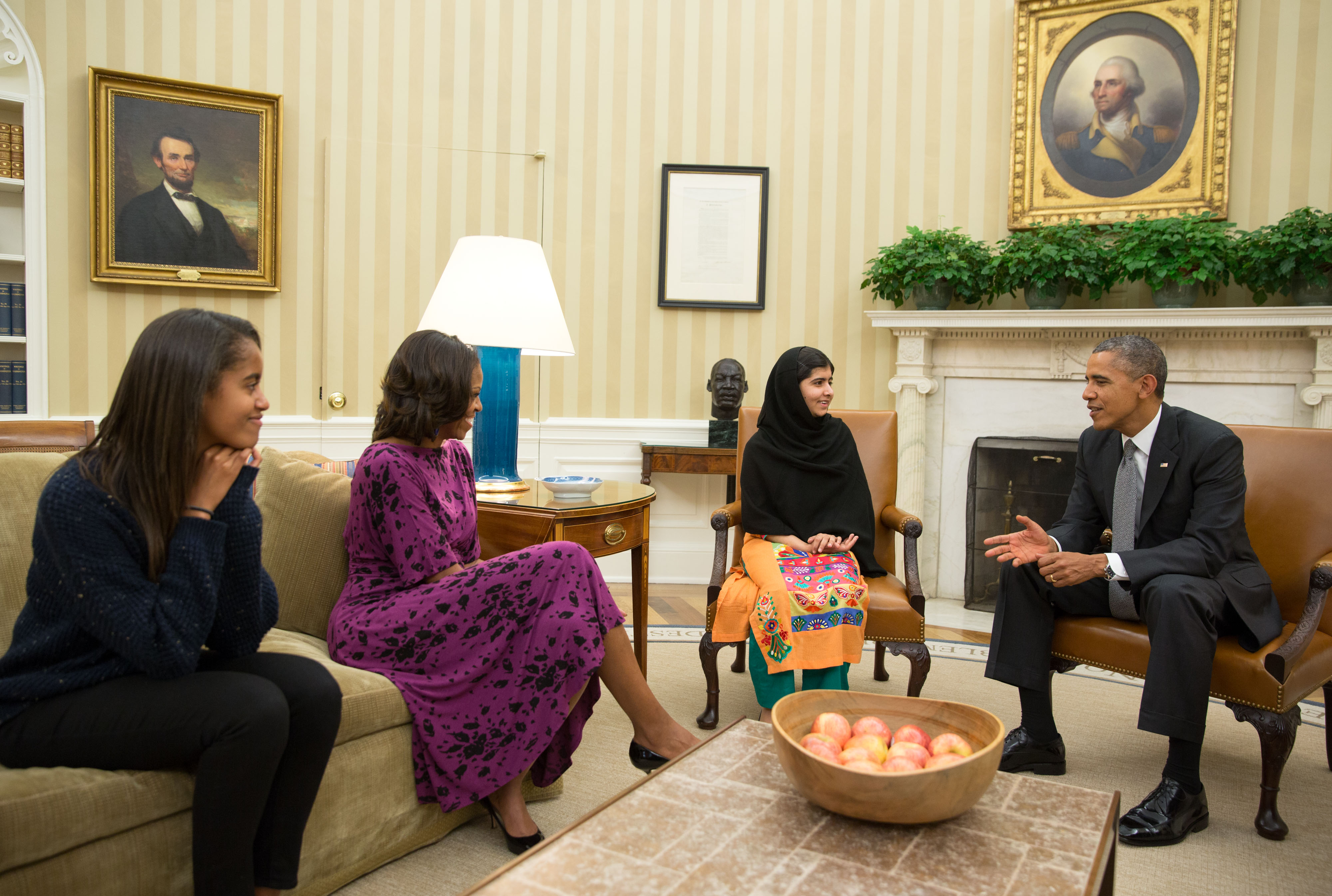
Barack Obama, Michelle Obama e sua filha Malia encontram Yousafzai no Salão Oval, 11 de outubro de 2013.

A tentativa de homicídio recebeu cobertura midiática mundial e suscitou empatia e raiva. Protestos contra o atentado ocorreram em várias cidades paquistaneses no dia seguinte ao ataque, e mais de duas milhões de pessoas assinaram a petição da campanha Right to Education (direito à educação), que levou à ratificação da primeira lei de acesso à educação no Paquistão. Oficiais paquistaneses ofereceram uma recompensa de 10 milhões de rúpias (US$ 105 000) por informações que levassem à prisão dos perpetradores. Em resposta a preocupações acerca de sua segurança, o pai de Yousafzai disse: "Não deixaremos nosso país se nossa filha sobreviver ou não. Temos uma ideologia que advoga a paz. O Talibã não pode calar todas as vozes independentes pela força das balas".

Quando o mundo todo está silencioso, até uma voz se torna poderosa.

Malala Yousafzai
O presidente do Paquistão, Asif Ali Zardari, descreveu o atentado como um ataque às "pessoas civilizadas". O secretário-geral das Nações Unidas, Ban Ki-moon, o chamou de "ato hediondo e covarde". O presidente dos Estados Unidos, Barack Obama, disse que o ataque é "condenável, revoltante e trágico", enquanto a secretária de Estado Hillary Clinton disse que Yousafzai tinha sido "muito corajosa ao se levantar em prol do direito das meninas" e que os atiradores foram "ameaçados por aquela espécie de empoderamento". O secretário de Estado britânico William Hague chamou o tiroteio de "barbárico" e disse que "abalou o Paquistão e o mundo".
A cantora americana Madonna dedicou sua música "Human Nature" a Yousafzai em uma apresentação em Los Angeles, no dia do ataque, e também fez uma tatuagem com o nome "Malala" em suas costas. Angelina Jolie escreveu um artigo explicando o ocorrido a seus filhos e respondendo a questões como "Por que esses homens achavam que precisavam matar Malala?". Posteriormente, Jolie doou 200 mil dólares ao Fundo Malala para a educação de meninas. Ex-primeira-dama dos Estados Unidos, Laura Bush escreveu um artigo de opinião no The Washington Post em que compara Yousafzai à sobrevivente do Holocausto Anne Frank. O diretor indiano Amjad Khan anunciou que dirigiria um filme biográfico baseado em Malala.
Ehsanullah Ehsan, principal porta-voz do Tehrik-i-Taliban Pakistan, reivindicou responsabilidade pelo ataque, dizendo que Yousafzai "é o símbolo dos infiéis e da obscenidade", sublinhando que, caso ela sobrevivesse, o grupo a perseguiria novamente. Nos dias a seguir do ataque, o Talibã do Paquistão reiterou sua justificativa, afirmando que Yousafzai sofreu lavagem cerebral por seu pai: "O advertimos várias vezes para impedir sua filha de usar linguagem suja contra nós, mas ele não escutou e nos forçou a tomar um passo mais extremo". Além disso, justificaram o atentado com o Alcorão, que supostamente afirma que "pessoas professando contra o Islã e as forças islâmicas devem ser mortas", e que "a xaria diz que até mesmo uma criança pode ser assassinada se está professando contra o Islã".
Em 12 de outubro de 2012, um grupo de 50 clérigos islâmicos paquistaneses emitiram uma fátua, um pronunciamento da lei islâmica, contra os atiradores do Talibã que tentaram matar Yousafzai. Estudantes muçulmanos do Sunni Ittehad Council denunciaram publicamente as tentativas do Talibã paquistanês de elucubrar justificativas religiosas para o atentado a Yousafzai e duas de suas colegas de classe.
Apesar do ataque ter sido severamente condenado no Paquistão, "alguns partidos políticos marginais e extremistas" expuseram teorias da conspiração, como a suposição de que os disparos foram encenados pela CIA americana, para providenciar uma desculpa a fim de continuar ataques com drones. O Talibã paquistanês e outros apoiadores rotularam Yousafzai como uma "espiã americana".

### Petição das Nações Unidas
Em 15 de outubro de 2012, o enviado especial para Educação Global das Nações Unidas, Gordon Brown, ex-primeiro-ministro britânico, visitou Yousafzai quando ela estava no hospital, e lançou uma petição em seu nome e "em suporte pelo que Malala lutou". Usando o slogan "Eu sou Malala", a principal demanda da petição é que não houvesse nenhuma fora da escola em 2015, com a esperança de que "meninas como Malala, em todo o mundo, em breve estarão na escola". Brown disse que levaria a petição ao presidente Zardari em Islamabad, em novembro.
A petição apresentava três demandas:
- Nós chamamos o Paquistão a aceitar um plano para providenciar educação para cada criança.
- Nós chamamos todos os países a banir a discriminação contra meninas.
- Nós chamamos organizações internacionais a assegurar que todas as 61 milhões de crianças do mundo fora da escola estarão sendo educadas até o final de 2015.[79]

### Investigação criminal, prisões e absolvições.
No dia após o atentado, o ministro do interior do Paquistão, Rehman Malik, afirmou que o atirador do Talibã que disparou contra Yousafzai foi identificado. A Polícia apresentou Atta Ullah Khan, um estudante de 23 anos, graduando em Química, como o atirador no ataque. Desde 2015, ele permaneceu em liberdade, possivelmente no Afeganistão.
A polícia também prendeu seis homens por envolvimento no crime, mas posteriormente foram liberados devido à ausência de provas. Em novembro de 2012, fontes dos EUA confirmaram que Mullah Fazlullah, o clérigo que ordenou o ataque a Yousafzai, estava se escondendo no leste do Paquistão. Ele foi morto por um ataque aéreo americano em junho de 2018.
Em 12 de setembro de 2014, o diretor de relações públicas das Forças Armadas do Paquistão, Asim Bajwa, afirmou numa conferência de imprensa, em Islamabad, que os 10 criminosos pertenciam ao grupo militante denominado "Shura", e que Israrur Rehman foi o primeiro membro do grupo a ser identificado e apreendido pelas tropas. Com as informações obtidas em seu interrogatório, todos os demais membros do grupo foram presos. A operação baseada em inteligência foi conduzida pela polícia, militares e ISI.
Em abril de 2015, os dez presos foram sentenciados à prisão perpétua pelo juiz Mohammad Amin Kundi, especialista em contraterrorismo, com possível liberdade condicional, após 25 anos. Não se sabe se os verdadeiros atiradores estavam entre os dez condenados. Em junho de 2015, revelou-se que oito dos dez homens julgados pelo crime foram secretamente absolvidos. Informantes revelaram que um deles era o mentor da tentativa de homicídio. Suspeita-se que os demais homens que atiraram em Yousafzai voaram para o Afeganistão posteriormente e nunca foram capturados. A informação sobre a liberdade dos suspeitos veio à tona após o tabloide britânico Daily Mirror tentar localizá-los na prisão. O oficial Salim Khan afirmou que os oito homens foram liberados porque não havia evidências suficientes para conectá-los ao ataque.

## Prêmio Nobel da Paz
Na manhã de sexta-feira, no dia 10 de outubro de 2014, o comitê do Nobel anunciou oficialmente a entrega do prêmio à Malala "pela sua luta contra a supressão das crianças e jovens e pelo direito de todos à educação", juntamente com o ativista indiano Kailash Satyarthi, de 60 anos. Com isso, Malala é a mais jovem ganhadora de um Nobel na história, posto antes ocupado pelo físico australiano Lawrence Bragg, que ganhou o Nobel de Física em 1915, aos 25 anos.

## Premiações e honrarias

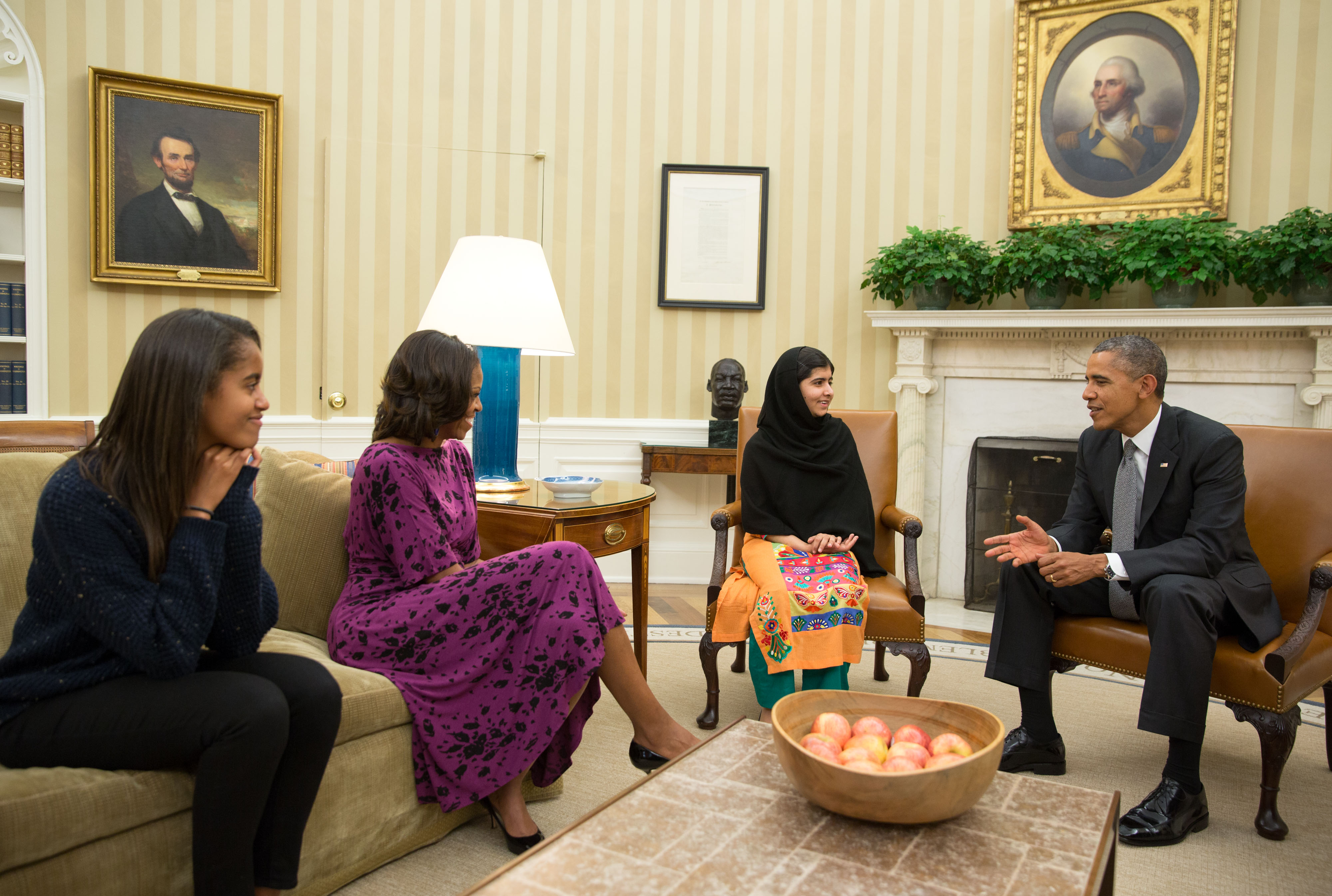
Malala Yousafzai na Sala Oval em 2013

- Prémio Nacional da Paz da Juventude (2011)
- Sitara-e-Shujaat, Prêmio coragem civil terceira maior do Paquistão[91]
- Revista Foreign Policy, top 100 pensador global(2012)[92]
- Time, lista de pessoas influentes (2012)[93]
- Madre Teresa Memorial, prêmio para a Justiça Social (2012)[94][a]
- Prêmio Romano pela Paz e Ação Humanitária (2012)[95]
- Top Name 2012, Pesquisa Anual da Global English (2013)[96]
- Prêmio Simone de Beauvoir (2013)[97]
- Prêmio Fred e Anne Jarvis, da União Nacional de Professores do Reino Unido (2013)[98]
- Prêmio Anual de Desenvolvimento do Fundo de OPEP para o Desenvolvimento Internacional (OFID) (2013)[99]
- Prêmio Internacional Catalunya (2013)[100]
- Prêmio Anna Politkovskaya (2013)
- Prêmio internacional da Criança (2013)[101]
- Prémio Sakharov (2013)
- Prémio Nobel da Paz (2014)
- Doutora Honoris Causa pela Universidade de Pádua (2016)[23][24][25]
- Doutora Honoris Causa pela Universidade de Ottawa (2017)[27]
- É uma das 100 Mulheres da lista da BBC de 2021.[102]

## Obras publicadas

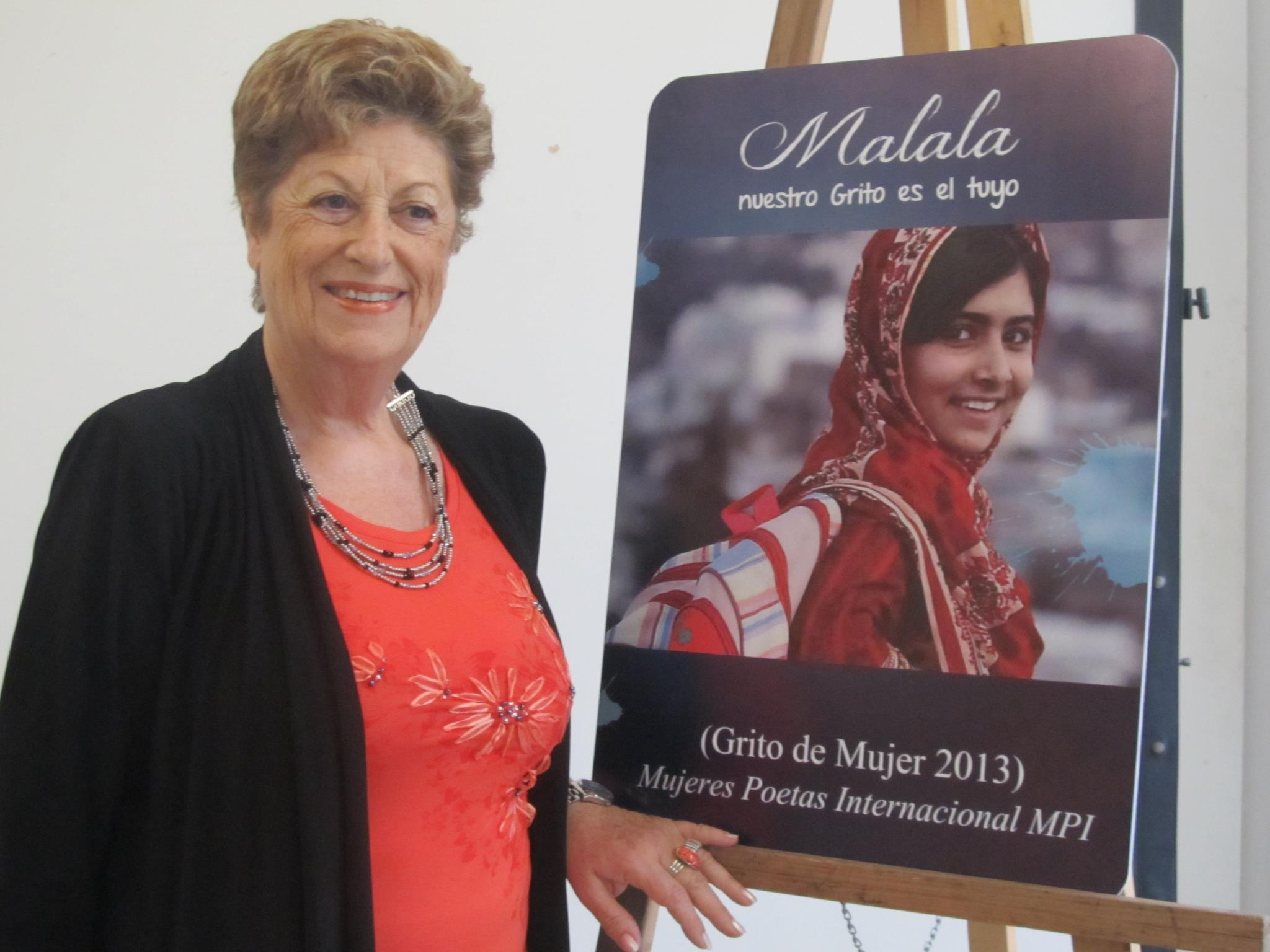
Festival Internacional de Poesia 2013 na Argentina, em homenagem a Yousafzai

O livro de memórias de Yousafzai Eu sou Malala: a história da garota que defendeu a educação e foi baleada pelo Talibã, co-escrito com a jornalista britânica Christina Lamb, foi publicado em outubro de 2013 pela Little, Brown and Company nos EUA e por Weidenfeld & Nicolson no Reino Unido. Fatima Bhutto, revisando o livro para o The Guardian chamou o livro de "destemido" e afirmou que "os odiadores e teóricos da conspiração fariam bem em ler este livro", embora ela tenha criticado "a voz rígida e sabe-tudo de um correspondente estrangeiro "que está entrelaçado com o de Yousafzai. Marie Arana, do The Washington Post, chamou o livro de "fascinante" e escreveu "É difícil imaginar uma crônica de uma guerra mais comovente, fora talvez o diário de Anne Frank". Tina Jordan na Entertainment Weekly deu ao livro um "B+", escrevendo "A voz corajosamente ansiosa de Malala pode parecer um pouco fraca aqui, em Eu sou Malala, provavelmente graças ao seu co-escritor, mas sua mensagem poderosa permanece intacta".

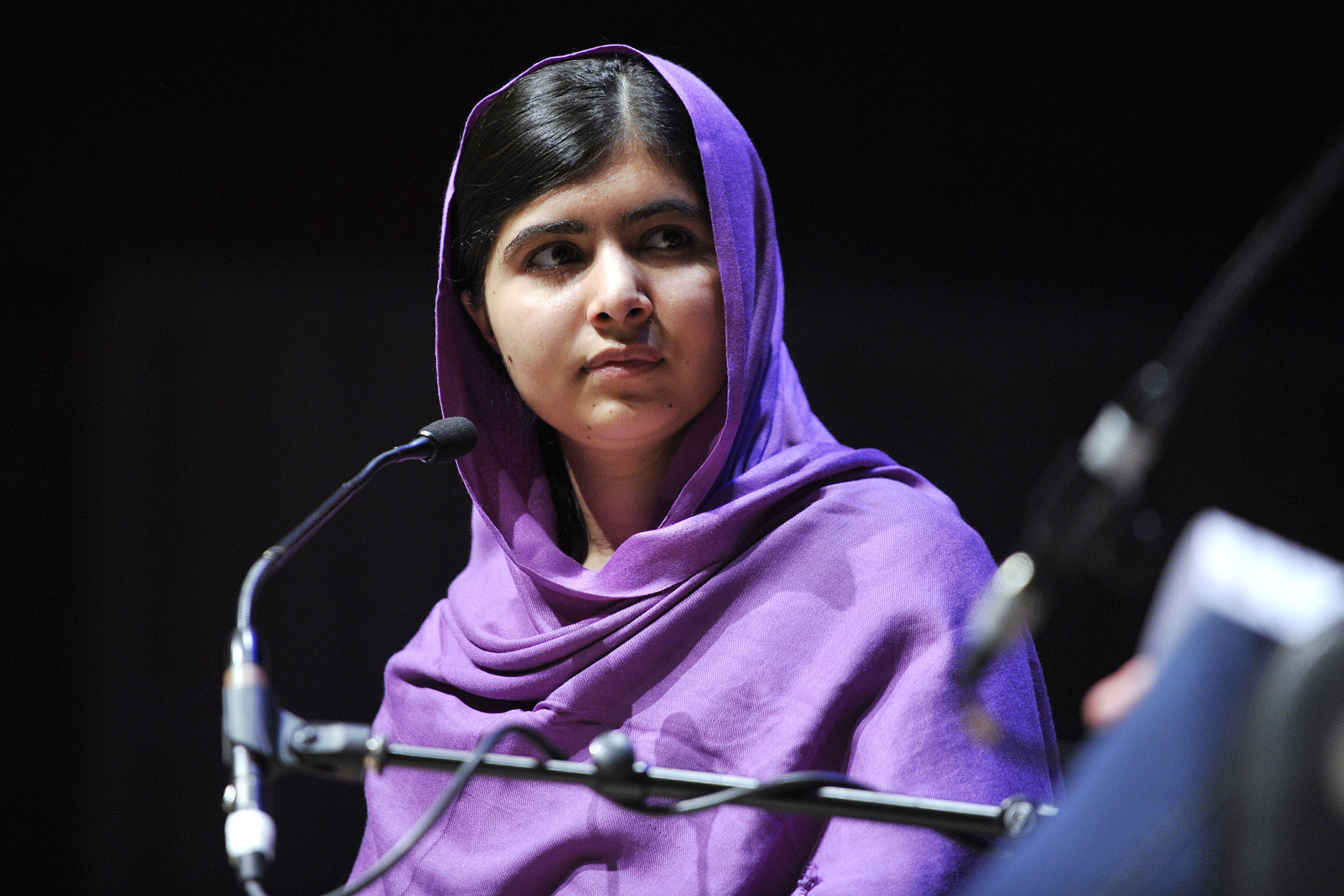
Yousafzai no Festival Mulheres do Mundo de 2014

Uma edição infantil do livro de memórias foi publicada em 2014 com o título Eu sou Malala: Como uma garota defendeu a educação e mudou o mundo. De acordo com a Publishers Weekly, em 2017 o livro vendeu quase 2 milhões de exemplares, e havia 750 000 exemplares da edição infantil impressa.
Yousafzai foi o tema do documentário de 2015 He Named Me Malala, que foi indicado ao Oscar de Melhor Documentário. Em 2020, um filme biográfico em Hindi-indiano, Gul Makai, de H. E. Amjad Khan foi lançado, com Reem Sameer Shaikh retratando-a.
Yousafzai escreveu um livro ilustrado, Malala's Magic Pencil, que foi ilustrado por Kerascoët e publicado em 17 de outubro de 2017. Em março de 2018, The Bookseller relatou que o livro tinha mais de 5 000 vendas no Reino Unido. Em uma resenha para o The Guardian, Imogen Carter descreve o livro como "encantador", opinando que "atinge o equilíbrio certo" entre "mão pesada" e "sincera", e é uma "adição bem-vinda à frustrantemente pequena gama de livros infantis que apresentam personagens centrais do BAME". Rebecca Gurney, do The Daily Californian, dá ao livro uma nota de 4,5 de 5, chamando-o de "belo relato de um conto aterrorizante, mas inspirador" e comentando "Embora a história comece com fantasia, ela termina firmemente baseada na realidade".
Em março de 2018, foi anunciado que o próximo livro de Yousafzai, We Are Displaced: True Stories of Refugee Lives, seria publicado em 4 de setembro de 2018 pela divisão de Young Readers da Little, Brown and Company. O livro é sobre refugiados e inclui histórias da própria vida de Yousafzai e de pessoas que ela conheceu. Falando sobre o livro, Yousafzai disse que “o que tende a se perder na atual crise de refugiados é a humanidade por trás das estatísticas” e “as pessoas se tornam refugiadas quando não têm outra opção. Esta nunca é sua primeira escolha”. Os lucros do livro irão para o Fundo Malala, de caridade de Yousafzai. Ela visitou a Austrália e criticou suas políticas de asilo e comparou as políticas de imigração dos EUA e da Europa desfavoravelmente às dos países pobres e do Paquistão. O livro foi publicado em 8 de janeiro de 2019.

Em 8 de março de 2021, foi anunciada uma parceria de vários anos entre a Yousafzai e a Apple. Ela trabalhará na programação do serviço de streaming da Apple, Apple TV+. O trabalho abrangerá "dramas, comédias, documentários, animação e séries infantis e se baseará em sua capacidade de inspirar pessoas ao redor do mundo".